# Levantamento de peso nos Jogos Pan-Americanos de 2015 - Até 75 kg feminino
A categoria até 75 kg feminino do levantamento de peso nos Jogos Pan-Americanos de 2015 foi disputada em 14 de julho  no Centro Esportivo Oshawa, em Oshawa. 

## Calendário
Horário local (UTC-4).
| Data        | Horário | Fase  |
| ----------- | ------- | ----- |
| 14 de julho | 19:00   | Final |

## Medalhistas
| Ouro   | COL Ubaldina Valoyes   |
| Prata  | CHI Fernanda Valdés    |
| Bronze | BRA Jaqueline Ferreira |

## Recordes
Recordes mundial e pan-americano antes da disputa dos Jogos Pan-Americanos de 2015.
| Recorde mundial       | Arranque  | RUS Natalia Zabolotnaia | 135 kg | Belgorod, Rússia       | 17 de dezembro de 2011 |
| Recorde mundial       | Arremesso | PRK Kim Un-ju           | 164 kg | Incheon, Coreia do Sul | 26 de setembro de 2014 |
| Recorde mundial       | Total     | RUS Natalia Zabolotnaia | 296 kg | Belgorod, Rússia       | 17 de dezembro de 2011 |
| Recorde Pan-Americano | Arranque  | COL Ubaldina Valoyes    | 113 kg | Guadalajara, México    | 26 de outubro de 2011  |
| Recorde Pan-Americano | Arremesso | COL Ubaldina Valoyes    | 138 kg | Rio de Janeiro, Brasil | 17 de julho de 2007    |
| Recorde Pan-Americano | Total     | COL Ubaldina Valoyes    | 250 kg | Rio de Janeiro, Brasil | 17 de julho de 2007    |

## Resultado
| Pos.              | Halterofilista              | Nacionalidade  | Grupo | Peso Atleta (kg) | Arranque (kg) | Arremesso (kg) | Total (Kg) |
| ----------------- | --------------------------- | -------------- | ----- | ---------------- | ------------- | -------------- | ---------- |
| Medalha de ouro   | Ubaldina Valoyes            | COL Colômbia   | A     | 74.56            | 112           | 135            | 247        |
| Medalha de prata  | Fernanda Valdés             | CHI Chile      | A     | 74.79            | 100           | 131            | 231        |
| Medalha de bronze | Jaqueline Ferreira          | BRA Brasil     | A     | 74.55            | 105           | 125            | 230        |
| 4                 | Marie-Ève Beauchemin-Nadeau | CAN Canadá     | A     | 72.35            | 98            | 127            | 225        |
| 5                 | Prabdeep Sanghera           | CAN Canadá     | A     | 73.73            | 100           | 119            | 219        |
| 6                 | Daysi Hutchinson            | CRC Costa Rica | A     | 74.14            | 90            | 110            | 200        |

Legenda
| Recorde mundial                  | Recorde mundial (World record)               |                       | Recorde africano                      | Recorde africano (African) |                                           | Q | Classificado por posição (Qualified) |
| Recorde dos Jogos Pan-Americanos | Recorde pan-americano (Pan-American record)  | Recorde da América    | Recorde da América (Americas)         | q                          | Classificado por melhor tempo (Qualified) |   |                                      |
| Melhor marca do ano              | Melhor marca do ano (World leading)          | Recorde asiático      | Recorde asiático (Asian)              | DNS                        | Não largou (Did not start)                |   |                                      |
| Recorde nacional                 | Recorde nacional (National record)           | Recorde europeu       | Recorde europeu (European)            | DNF                        | Não terminou (Did not finish)             |   |                                      |
| Recorde pessoal                  | Recorde pessoal do atleta (Personal best)    | Recorde da Oceania    | Recorde da Oceania (Oceania)          | DSQ / DQ                   | Desclassificado (Disqualified)            |   |                                      |
| Recorde da temporada             | Recorde da temporada do atleta (Season best) | Recorde sul-americano | Recorde sul-americano (South America) | NM                         | Sem marca (No mark)                       |   |                                      |